# Changning

Changning

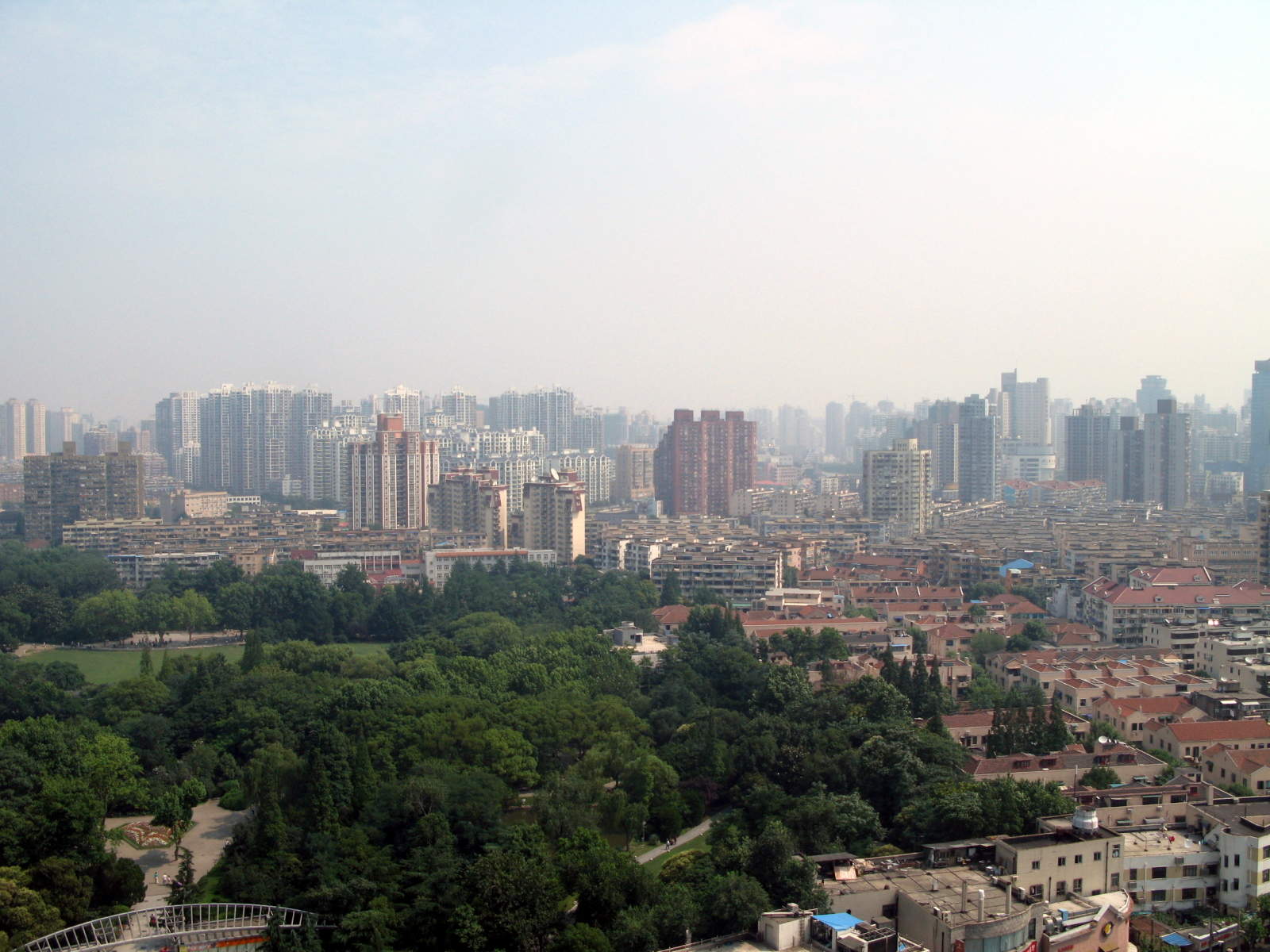
Blick über Changning

Changning (长宁区 Chángníng Qū) ist ein Stadtbezirk im Westen des Stadtkerns der regierungsunmittelbaren Stadt Shanghai in der Volksrepublik China.
Changning hat 693.051 Einwohner (Stand: Zensus 2020) auf einer Fläche von 37,16 Quadratkilometern. Die Bevölkerungsdichte beträgt 18.650 Einwohner pro Quadratkilometer.
Hier stehen prunkvolle Villen neben einfachen Wohnquartieren. Der Stadtteil grenzt an den westlich gelegenen Flughafen Shanghai-Hongqiao. Im Nordosten liegen einige große Einkaufszentren. Während in den hochmodernen Vierteln Shanghais nur wenige Fahrräder verkehren, sind sie hier häufiger zu sehen. Auch Leben hier viele Ausländer in geschlossenen Wohnparks, deshalb wird Changning auch „Internationales Viertel“ genannt.
Berühmte Orte des Stadtbezirks sind:
- Zoo Shanghai
- Hongqiao Lu
- Shanghai Garden
- Song-Qingling-Mausoleum im Straßenviertel Hongqiao
- Tianshan-Park

## Administrative Gliederung
Auf Gemeindeebene setzt sich Changning aus neun Straßenvierteln und einer Großgemeinde zusammen. Diese sind:
| Straßenviertel Jiangsu Lu (江苏路街道), Regierungssitz des Stadtbezirks; Straßenviertel Beixinjing (北新泾街道); Straßenviertel Chengjiaqiao (程家桥街道); Straßenviertel Hongqiao (虹桥街道); Straßenviertel Huayang Lu (华阳路街道); | Straßenviertel Tianshan Lu (天山路街道); Straßenviertel Xianxia Xincun (仙霞新村街道); Straßenviertel Xinhua Lu (新华路街道); Straßenviertel Zhoujiaqiao (周家桥街道); Großgemeinde Xinjing (新泾镇). |

## Nahverkehr
Changning ist zu erreichen mit der Shanghai Metro
- Line 2. Stationen: Songhong Road, Beixinjing, Weining Road, Loushanguan Road, Zhongshan Park und Jiangsu Road
- Line 3. Stationen: Hongqiao Road, West Yan’an Road und Zhongshan Park
- Line 10. Stationen: Shanghai Zoo, Longxi Road, Shuicheng Road, Yili Road und Songyuan Road
- Line 11. Stationen: Jiaotong University und Jiangsu Road